# Estadio Álvaro Gómez Hurtado
Das Estadio Álvaro Gómez Hurtado ist ein Fußballstadion in der kolumbianischen Stadt Floridablanca. Es bietet Platz für 12.000 Zuschauer und diente von 2007 bis 2010 und von 2013 bis 2018 dem kolumbianischen Zweitligisten Real Santander. Provisorisch diente es zudem den Erstligisten Alianza Petrolera von 2013 bis 2015 und Atlético Bucaramanga von 2016 bis 2017 als Heimstätte.

## Geschichte
| Estadio Álvaro Gómez Hurtado |

| Lokalisierung von Santander in Kolumbien |

Das Estadio Álvaro Gómez Hurtado wurde 1996 erbaut und nach dem im Vorjahr ermordeten konservativen Politiker Álvaro Gómez Hurtado benannt. Zunächst bot es Platz für 4.500 Zuschauer und diente dem kurzlebigen Zweitligisten Real Floridablanca als Heimstadion. Seit 2007 spielt der Verein Real Santander im Estadio Álvaro Gómez Hurtado. Allerdings befand sich das Stadion in einem schlechten Zustand, weswegen Real Santander 2011 in das Estadio Alfonso López in Bucaramanga auswich. Als Alianza Petrolera aus Barrancabermeja in die erste Liga aufstieg, genügte das eigene Stadion Daniel Villa Zapata nicht mehr den Anforderungen und musste aufwändig umgebaut werden. Mit der Hilfe des damaligen Eigentümers von Alianza Petrolera wurde das Stadion in Floridablanca kurzfristig renoviert und erweitert, so dass es heute 12.000 Zuschauern Platz bietet. Seit 2013 spielt auch Real Santander wieder im Stadion Álvaro Gómez Hurtado. In der Spielzeit 2015 kehrte Alianza Petrolera nach Barrancabermeja zurück, da der Neubau des eigenen Stadions abgeschlossen war. In der Spielzeiten 2016 und 2017 wich Atlético Bucaramanga für die meisten Spiele nach Floridablanca aus, da das eigene Stadion modernisiert wurde. Für die Spielzeit 2019 zog Real Santander nach San Andrés um.